# Taxodium
Taxodium és un gènere de coníferes de la família Cupressaceae, extremadament tolerant a la inundació. El nom de Taxodium deriva del llatí taxus, i significa 'teix', i del grec εἶδος (eidos), que significa 'similar a'. Està relacionat amb el xiprer xinès dels pantans (Glyptostrobus pensilis) i el sugi (Cryptomeria japonica).
Les espècies del gènere Taxodium són arbres que es troben al sud d'Amèrica del Nord i són caducifolis al nord i semipersistents al sud. Arriben a fer 50 m d'alçària.

## Taxonomia
- Taxodium ascendens Brongn. – Pond Cypress, des de Carolina del Nord fins a Luisiana.

- Taxodium distichum (L.) Rich. – Xiprer calb de Delaware, a Texas.
- Taxodium mucronatum Ten. – Xiprer Montezuma, Ahuehuete. De la vall del Río Grande als altiplans de Mèxic. Un exemplar de Santa María del Tule (Oaxaca), l'Arbre del Tule, fa 43 m d'alt i té el diàmetre més gran de tots els arbres del món: 11,42 m.

### Anteriorment consideratsTaxodium
- Glyptostrobus pensilis (Staunton ex D.Don) K.Koch (com T. japonicum var. heterophyllum Brongn.)
- Sequoia sempervirens (D.Don) Endl. (com T. sempervirens D.Don)[2]

## Usos
La seva fusta és molt apreciada per ser extremadament resistent a la descomposició i ser resistent als tèrmits.

## Evolució

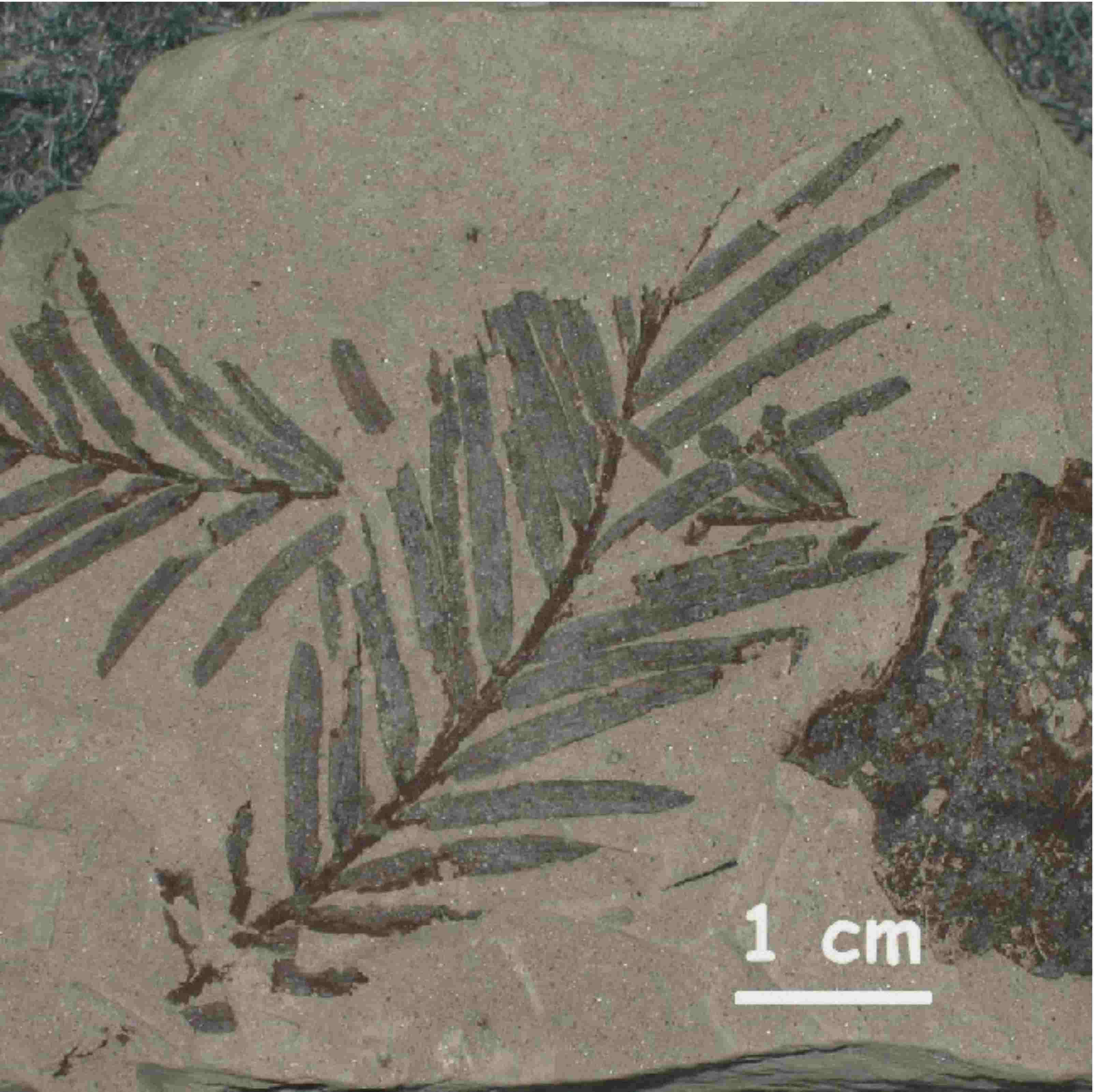
Fulla fòssil de Taxodium dubium, de 8 milions d'anys en una mina de lignit d'Alemanya

El gènere Taxodium estava molt estès en el passat. Se'n troben fòssils des del Juràssic al Terciari.